# توخو
توخو (به لاتین: Tuchów) یک شهر در لهستان است که در Gmina Tuchów واقع شده‌است.

## خصوصیات
توخو ۱۸٫۱۵ کیلومترمربع مساحت و ۶٬۵۰۱ نفر جمعیت دارد و ۲۲۰ متر بالاتر از سطح دریا واقع شده‌است.